# 當我們同在一起
當我們同在一起，是一首改編自奧地利民謠Oh du lieber Augustin的童謠，亦有中文版唱词。
原曲為奧地利民謠歌手馬克斯·奧古斯丁所創作，後來在世界各地被改編成各種語言的歌謠，如蘇格蘭民謠Did You Ever See a Lassie、美國民謠The More We Get Together以及中文版的當我們同在一起。相傳原曲的作者有一次酒醉後倒臥在維也納的道路上，被檢屍人員誤認為他患了鼠疫而死，而將其載往郊外的墳坑棄掉，但他酒醒後卻困於墳坑內無法離開，最終被人救出後，便創作此曲紀念此事。

## 在流行文化
- 1926年，英國詞曲雙人團體吉米·坎貝爾與瑞格·康奈利（英语：Jimmy Campbell and Reg Connelly）筆名歐文·金（Irving King）宣稱作為古代泡沫鼓風機的官方歌曲，歌詞中表示，“…我們在一起越多越好，我們將會…” [2]，並說“締造舊能量”。
- 1939年，Dick Powell與“The Foursome”為迪卡唱片錄製了的該歌曲[3]。
- 1960年代，Curad使用了該歌曲做為商品“無”繃帶的鈴噹聲。
- 1989年，該歌曲作為流行音樂亮相於Kidsongs（英语：Kidsongs）錄影帶的主題曲名稱“營地的一天”。
- 2006年，該歌曲在英國作為箭牌商品EXTRA口香糖的廣告歌曲使用。
- 2009年，該歌曲被新加坡製作的同名電視連續劇《當我們同在一起》用作片頭、片尾主題曲、插入曲。
- 2013年8月，快餐連鎖企業Subway的紐西蘭分店曾經使用該歌曲的曲調宣傳店內的限時5美元午餐優惠。
- 2014年，該歌曲的重新詮釋在山羊模擬器 1.1版的預告片中播放。
- 2017年，香港電子產品零售商衛訊電訊一輯推廣手機銷售的電視廣告中，採用了英語版The More We Get Together為背景音樂，此廣告以容貌近似的演員模仿三位甚具話題性的國家領袖特朗普、金正恩及普京同台現身，並展示他們如何利用手機「征服全世界」。[4]